# Tsvetana Kamenova
Tsvetana Kamenova (Bulgaars: Цветана Каменова) (Sofia, 8 maart 1950) is een Bulgaars rechtsgeleerde. Ze is hoogleraar aan twee Bulgaarse universiteiten en was gasthoogleraar aan verschillende universiteiten in andere landen. Van 2006 tot 2009 was ze rechter van het Joegoslavië-tribunaal.

## Levensloop
Kamenova leerde aan de Engelse school in Sofia en studeerde vanaf 1968 rechten aan de Universiteit van Sofia "Clemens van Ohrid". Ze studeerde hier af in 1973. Later specialiseerde ze zich verder in internationaal recht aan de Haagsche Academie voor Internationaal Recht (1981), de Academie voor Europees Recht in Florence (1991) en het Rene Cassin-instituut in Straatsburg (1992). Ze sloot haar studie af met een doctoraat in de rechten aan de Bulgaarse Academie van Wetenschappen.
Ze was docent aan de Universiteit van Sofia en sinds 1996 hoogleraar aan de Universiteit van Plovdiv. Aan de laatste diende ze verder van 1992 tot 1999 als decaan. Daarnaast is ze sinds 1997 hoogleraar aan de Nieuw Bulgaarse Universiteit. Ze was gasthoogleraar aan verschillende universiteiten in de Verenigde Staten, waaronder aan de Columbia-universiteit in New York, en in Kazachstan en Oostenrijk.
Van juni 2006 tot februari 2009 diende ze als rechter ad litem van het Joegoslavië-tribunaal in Den Haag in de zaak tegen Servisch president Milan Milutinović. Kamenova is erelid van de raad van bestuur van UNIDROIT (Internationaal Instituut voor de unificatie van burgerlijk recht) in Rome en lid van het Permanente Hof van Arbitrage in Den Haag.